# أروى الحجيلي
أروى الحجيلي هي أول محامية متدربة في المملكة العربية السعودية.
تخرجت الحجيلي من جامعة الملك عبد العزيز في جدة في عام 2010. وفي البداية رفضت التسجيل كمحامٍ, قدمت التماسًا إلى وزارة العدل السعودية لمدة ثلاث سنوات قبل منحها طلبها.
في مايو 2013 أصبحت الحجيلي أول محامية متدربة في المملكة العربية السعودية. في نوفمبر 2013، أصبحت بيان محمود الزهران أول محامية في تاريخ المملكة العربية السعودية.